# Dekanat maliński
Dekanat maliński – jeden z 48 dekanatów eparchii moskiewskiej obwodowej Rosyjskiego Kościoła Prawosławnego. Obejmuje cerkwie położone w części rejonu stupińskiego obwodu moskiewskiego. Funkcjonują w nim dwadzieścia cztery cerkwie parafialne wiejskie, dwie cerkwie filialne i cztery kaplice.
Funkcję dziekana pełni ks. Siergiej Kulemzin.

## Cerkwie w dekanacie[1]
- Cerkiew Tichwińskiej Ikony Matki Bożej w Awdotinie
- Cerkiew Opieki Matki Bożej w Awdułowie
- Cerkiew Narodzenia Pańskiego w Bieriezniecowie
- Cerkiew Zaśnięcia Matki Bożej w Bolszym Aleksiejewskim
- Cerkiew Opieki Matki Bożej w Bortnikowie
- Cerkiew Narodzenia Matki Bożej w Wierchowlaniu
- Cerkiew Trójcy Świętej w Gołoczełowie

Kaplica św. Mikołaja
- Cerkiew Zmartwychwstania Pańskiego w Gorodniej
- Cerkiew św. Mikołaja w Jeganowie

Kaplica św. Michała Archanioła
- Cerkiew Kazańskiej Ikony Matki Bożej w Kiszkinie
- Cerkiew Świętych Kosmy i Damiana w Kuźminie
- Cerkiew Zaśnięcia Matki Bożej w Lipitinie
- Cerkiew Zaśnięcia Matki Bożej w Malinie

Cerkiew św. Bazylego w Malinie
Kaplica Iwerskiej Ikony Matki Bożej
- Cerkiew Narodzenia Pańskiego w Martynowskim
- Cerkiew Podwyższenia Krzyża Pańskiego w Marince
- Cerkiew Opieki Matki Bożej w Marjinskim
- Cerkiew Narodzenia Matki Bożej w Mieszczerinie

Kaplica św. Michała Archanioła
- Cerkiew Przemienienia Pańskiego w Michniewie
- Cerkiew Opieki Matki Bożej w Pokrowskim
- Cerkiew Opieki Matki Bożej w Choniatinie
- Cerkiew Kazańskiej Ikony Matki Bożej w Czetrjakowie
- Cerkiew Opieki Matki Bożej w Czirkinie

Cerkiew św. Bazylego Wielkiego w Czirkinie
- Cerkiew Trójcy Świętej w Szczapowie
- Cerkiew Świętej Trójcy